# Polygyra
Polygyra é um género de gastrópode  da família Polygyridae. Polygyra hippocrepis e Polygyra peregrina, são atualmente nomeadas Daedalochila hippocrepis e Millerelix peregrina .
Este género contém as seguintes espécies:
- Polygyra cereolus
  - Polygyra cereolus floridana
- Polygyra septemvolva
  - Polygyra septemvolva febigeri
  - Polygyra septemvolva volvoxis[2]